# Salasels palats
Salasels palats (persiska: قلعه سلاسل) som är beläget i Shushtar i provinsen Khuzestan var tidigare en mycket stor fästning på flera våningar. Dess ruiner finns kvar än i dag. Det finns rapporter som visar på att palatset var permanent bebott sedan sasanidernas tid tills i dag, men historiska källor daterar dess uppförande till akemenidernas tid.

## Bilder

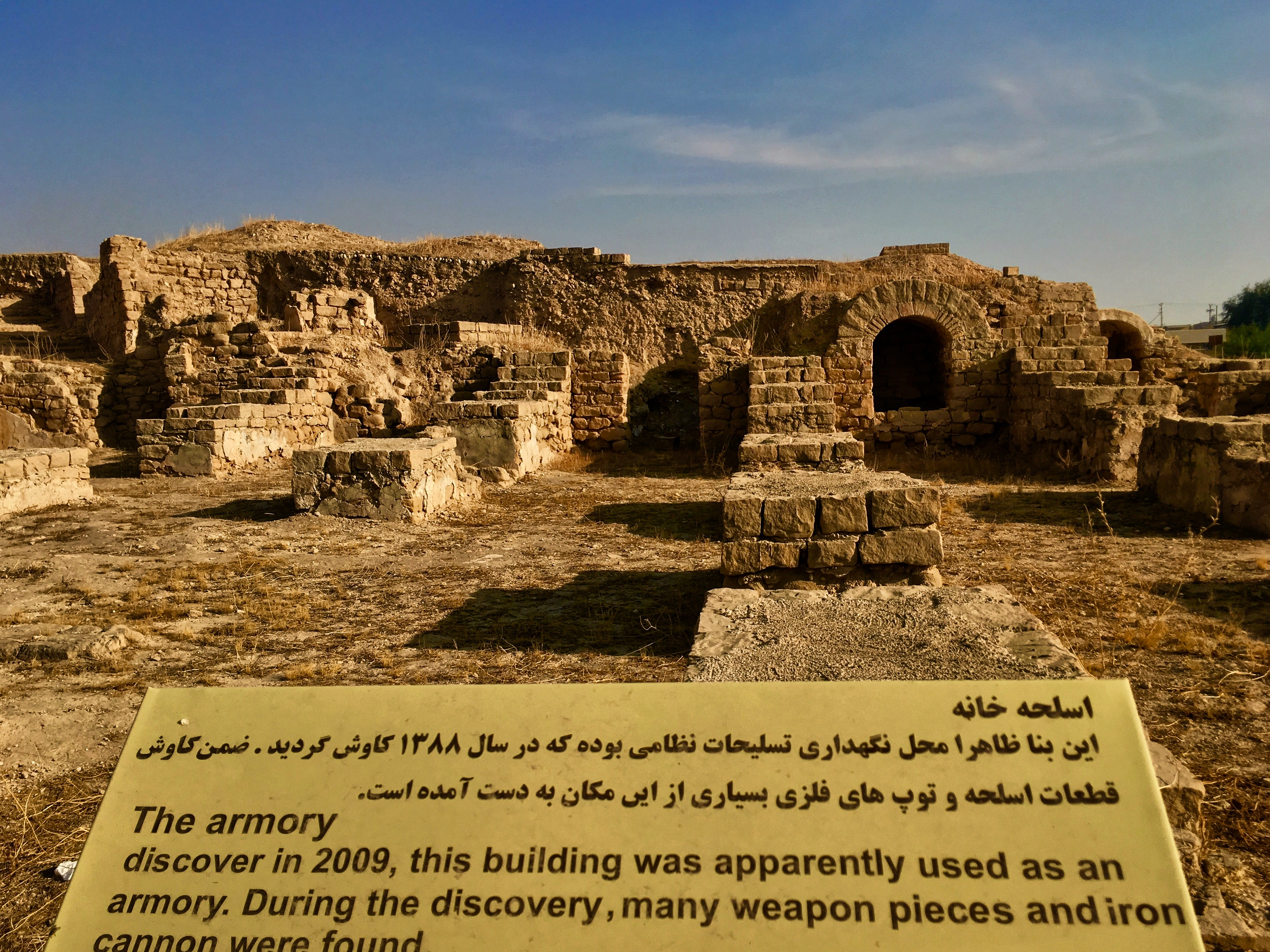
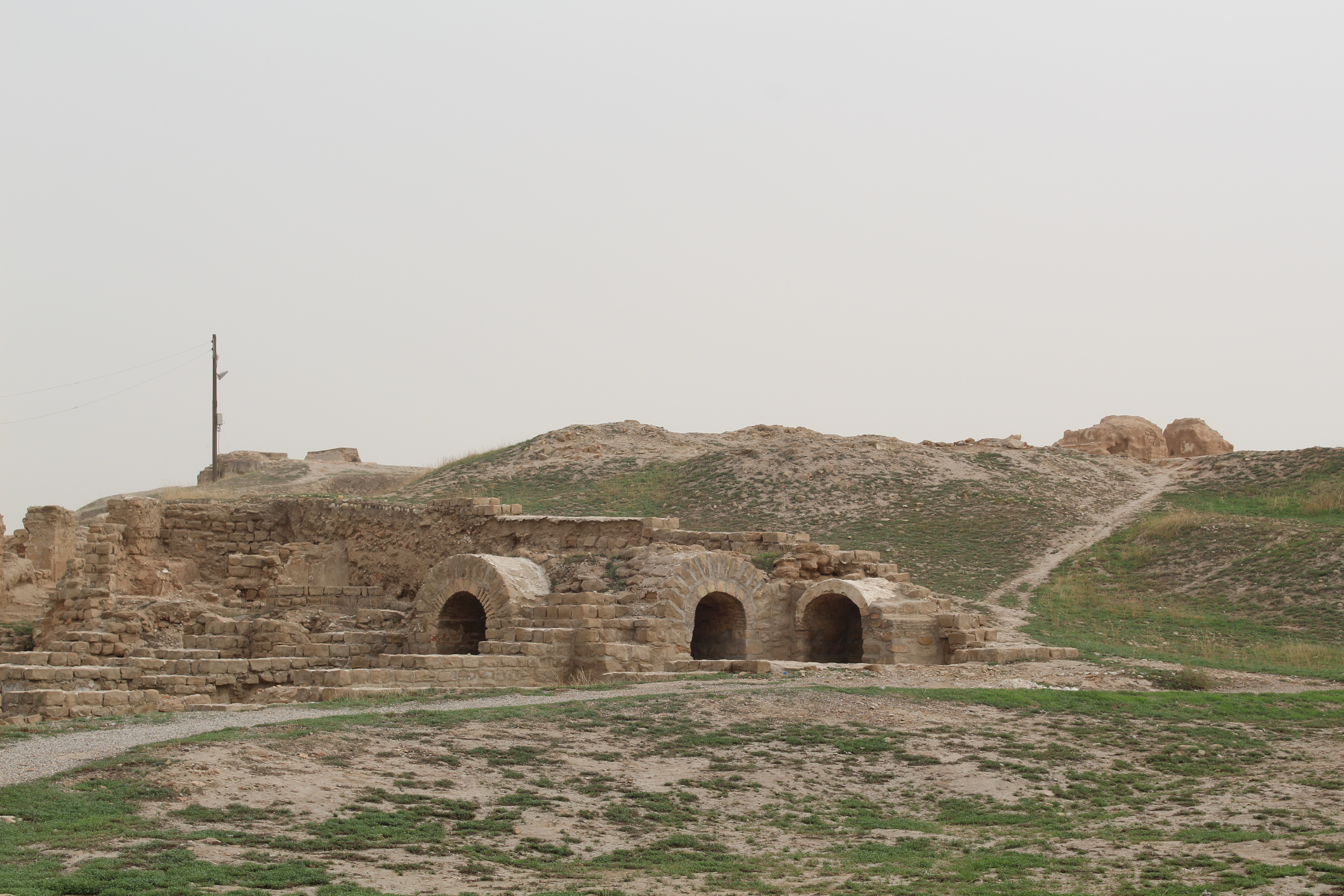
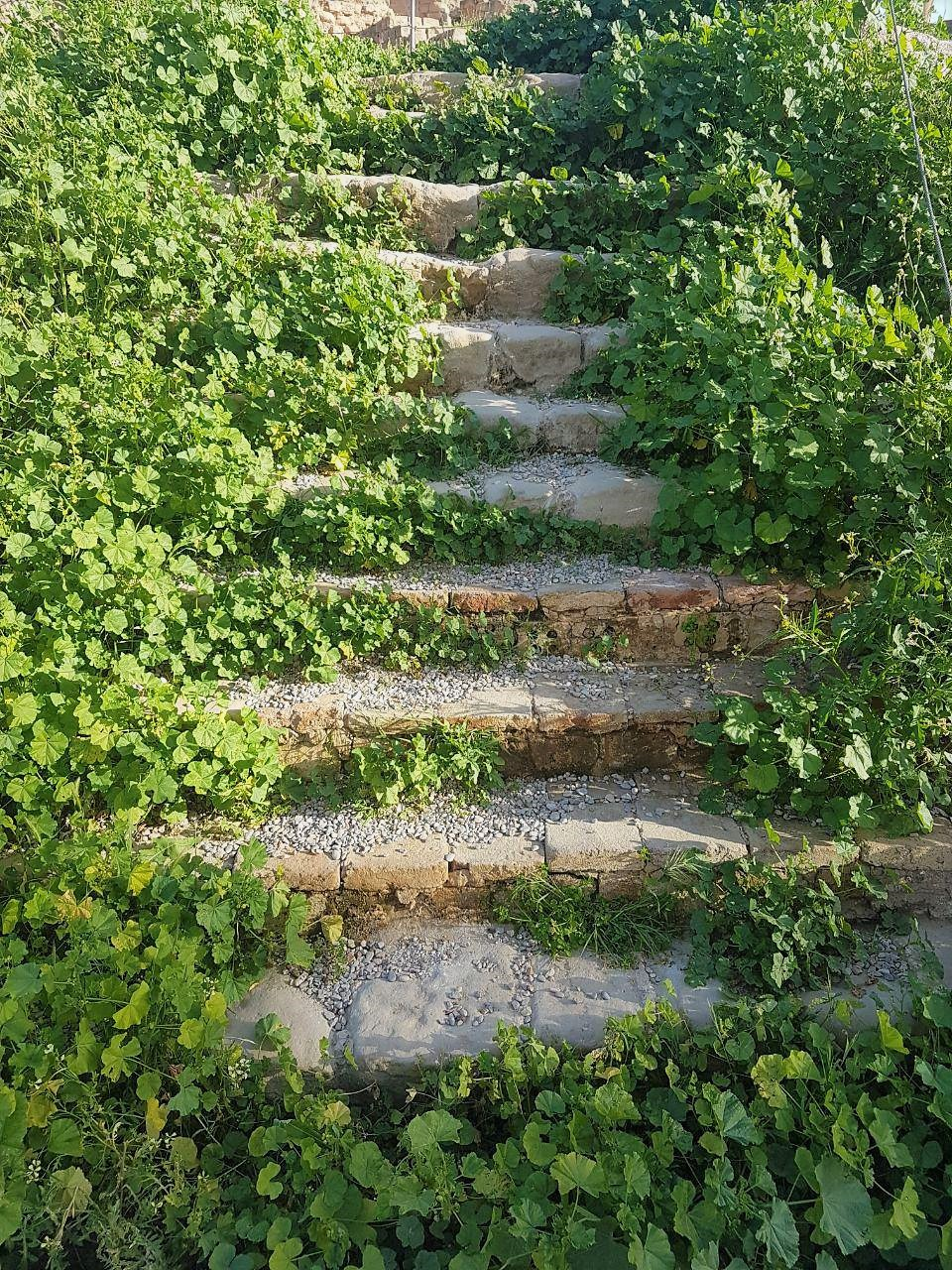